# Zoran Rant

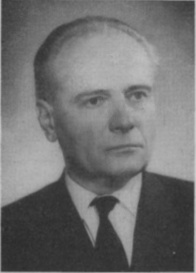
Zoran Rant en 1964.

Zoran Rant (14 de septiembre de 1904 – 12 de febrero de 1972) fue un ingeniero químico y científico esloveno, así como profesor del Departamento de Ingeniería Mecánica de la Facultad Técnica de la ciudad de Liubliana (Eslovenia), siendo miembro asociado del SAZU (Academia Eslovena de Ciencias y Artes). Zoran es conocido por haber sido el primero en haber descrito formalmente las relaciones entre la exergía y la energía en el ámbito de la termodinámica y su relación con la economía. Sus trabajos en este campo hicieron que se fundaran las bases de la termoeconomía que posteriormente se asentaran en el siglo XX. Sus primeras publicaciones se hicieron en revistas eslovenas, esto hizo que su divulgación en el ámbito científico fuera ciertamente limitado. No fue hasta la década de los setenta cuando su trabajo fue difundido. 